# Eremophilus
Eremophilus is een geslacht van straalvinnige vissen uit de familie van de parasitaire meervallen (Trichomycteridae).

## Soort
- Eremophilus mutisii Humboldt, 1805